# Asle Toje
Asle Toje, född 16 februari 1974, är en norsk filosofie doktor i statsvetenskap, utrikespolitisk forskare och kommentator. Han var tidigare forskningschef vid Norska Nobelinstitutet och kolumnist för Klassekampen, Bergens Tidende, Dagens Næringsliv och =Oslo. 
Toje är ledamot i den Norska Nobelkommittén, sitter i förtroenderådet för den konservativa tankesmedjan Oikos och deltar regelbundet i norsk utrikespolitisk debatt.

## Uppväxt och utbildning
Toje växte upp i Byremo och Drøbak.
Han studerade vid universiteten i Oslo och Tromsø innan han fortsatte studierna i internationella relationer vid Pembroke College, Cambridge, Cambridge University, där han doktorerade 2006.
Under sin vistelse som Fulbright Fellow vid Columbia University 2004-2005 studerade han under Kenneth Waltz och återvände till Norge för att uppta en tjänst som assisterande forskare vid norska institutet för försvarsstudier 2007–2008. Under 2008 var Toje gästprofessor vid EU:s institut för säkerhetsstudier i Paris.
2010 rekommenderade The Economist Tojes bok The European Union as a Small Power, i vilken han menar att EU må vara en framgång i ekonomiska termer men vars öde är att räknas som ett litet land i politiska termer.
Toje sade 2021 att den offentliga debatten formas efter de universitetsutbildades premisser och vokabulär, vilket han menade var ett uttryck för klassförakt.